# Płaszczyzna frankfurcka

Boczny widok na powierzchnię czaszki. Zaznaczono główne punkty kraniometryczne. Płaszczyzna frankfurcka zaznaczona na zielono

Płaszczyzna frankfurcka (pozioma, horyzontalna, uszno-oczna, płaszczyzna C) – w kraniometrii płaszczyzna prostopadła do płaszczyzny pośrodkowej w której leżą następujące punkty czaszki człowieka:
- orbitale – najniższy punkt kostnej krawędzi oczodołu,
- tragion – górny brzeg skrawka ucha[1].

Została wprowadzona przez Iheringa w 1872 r. a zatwierdzona na zjeździe antropologów we Frankfurcie nad Menem w 1884 r. (stąd wzięła się jej nazwa).
Jeżeli ustawimy głowę lub czaszkę w takim położeniu, że wymienione punkty znajdą się w płaszczyźnie poziomej, mówimy, że głowa/czaszka jest ustawiona w płaszczyźnie frankfurckiej. Jest to standardowe położenie głowy lub czaszki stosowane w antropologii fizycznej. Stosowane jest ono do wykonywania znormalizowanych zdjęć, rysunków oraz do przeprowadzania obserwacji porównawczych i pomiarów antropometrycznych (szczególnie kraniometrycznych). Płaszczyzna ta jest także jedną z płaszczyzn odniesienia w ortodoncji.
Płaszczyzna frankfurcka dzieli głowę i czaszkę umownie na część górną i dolną.
Zalety płaszczyzny frankfurckiej to:
- możliwość zastosowania nie tylko dla czaszki, ale i dla głowy żywego człowieka dzięki łatwości odnajdywania wyznaczających ją punktów,
- dobra widoczność obu punktów na profilu czaszki, umożliwiająca ustawienie dowolnej fotografii lub rysunku w ten standardowy sposób,
- możliwość zastosowania prostego stelażu dla ustawienia głowy fotografowanych osób.